# Eidgenössische Abstimmung über die Weiterführung der Personenfreizügigkeit und deren Ausdehnung auf Rumänien und Bulgarien

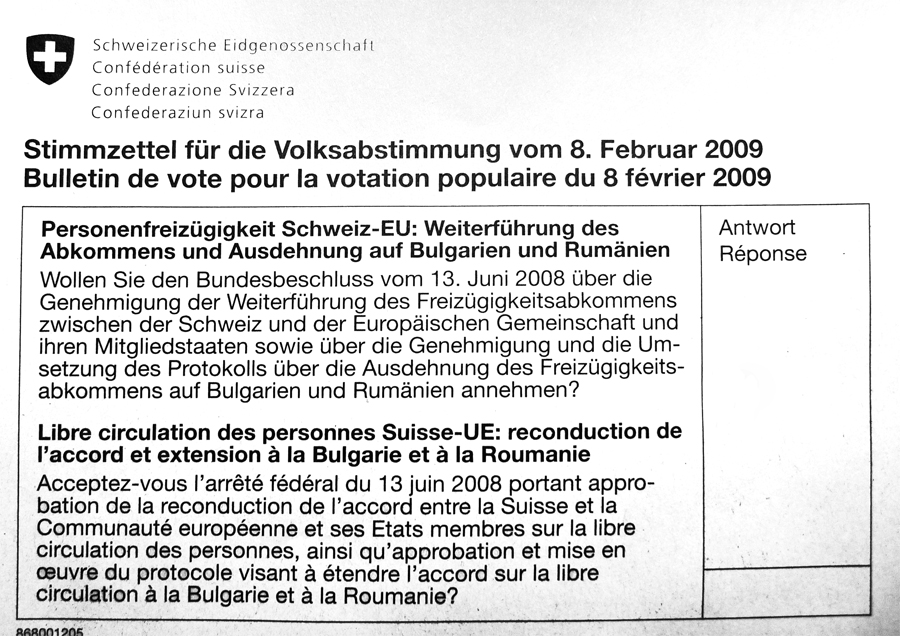
Abstimmungszettel zur Abstimmung

Bei der Abstimmung über die Weiterführung der Personenfreizügigkeit und deren Ausdehnung auf Rumänien und Bulgarien stimmten die Schweizer Stimmberechtigten am 8. Februar 2009 in einem fakultativen Referendum darüber ab, ob sie den entsprechenden Bundesbeschluss vom 13. Juni 2008 annehmen möchten. 
Der Bundesbeschluss genehmigte die Weiterführung des Freizügigkeitsabkommens zwischen der Schweiz und der Europäischen Gemeinschaft und ihrer Mitgliedstaaten sowie ihre Ausdehnung auf die neuen Mitgliedstaaten der Europäischen Union, Rumänien und Bulgarien. 
Nachdem das Referendum mit 51'348 gültigen Unterschriften zustande gekommen war, stimmten die Schweizer Stimmberechtigten mit rund 59,62 Prozent für die Weiterführung und Ausdehnung der Personenfreizügigkeit.

## Referendum zum Bundesbeschluss
Die Gegner des Bundesbeschlusses – allen voran die Junge SVP, die Lega dei Ticinesi, die Schweizer Demokraten, die Young4FUN.ch – hatten dem Bundesrat vor allem vorgeworfen, dass die «Päckli»-Abstimmung (schweizerdeutsch für „Päckchen“) undemokratisch sei, weil die Frage der Weiterführung der Personenfreizügigkeit nicht von der Ausweitung des Abkommens entkoppelt war. Es würden zwei Fragen zu einer einzigen Abstimmung verknüpft. Sie hielten dafür, die Guillotine-Klausel des bilateralen Vertragspakets würde bei einer Nichtannahme der Personenfreizügigkeit für Bulgarien und Rumänien nicht automatisch auslösen, bzw. man hätte vor der Auslösung Neuverhandlungen mit der EU durchführen können. Zudem nannten sie die mögliche Arbeitslosigkeit, die Armut in Rumänien und Bulgarien, den Lohndruck der kommenden ausländischen Arbeitskräfte und die mögliche Kriminalität als Argumente und warben mit Parolen wie «Ostzuwanderung Nein!».
Ein Spezialfall war die SVP: Ursprünglich wollte die SVP-Spitze ein Referendum ergreifen. Weil sich Christoph Blocher jedoch für die Weiterführung der Personenfreizügigkeit aussprach, verzichtete man auf ein Referendum und überliess die Unterschriftensammlung der Jungen SVP und den Schweizer Demokraten. Am 29. Oktober gab die SVP-Parteileitung jedoch bekannt, dass sie ein «Nein» zur Vorlage über die Weiterführung und Ausdehnung der Personenfreizügigkeit mit der Europäischen Union empfehle. Während des Abstimmungskampfes warb die SVP mit Plakaten, auf denen drei Raben zu sehen waren, welche auf die Schweiz einhacken, und der Parole «Freipass für alle? – Nein». Sie bediente sich antiziganistischen Klischees («Überschwemmung», «Völkerwanderung»). Roma aus Rumänien und Bulgarien benötigten jedoch für die Einreise in die Schweiz schon länger keine Visa mehr.
Obwohl die SVP die vierte europapolitische Abstimmung in Folge verloren hatte, kündigte sie eine Volksinitiative an, die die Personenfreizügigkeit in Zeiten, in denen es der Wirtschaft nicht gut geht, einschränken soll. Im Juli 2011 lancierte sie die Eidgenössische Volksinitiative «Gegen Masseneinwanderung», die im Februar 2012 mit der notwendigen Zahl an Unterschriften eingereicht wurde. Bei der Abstimmung am 9. Februar 2014 wurde diese Initiative mit 50,3 Prozent der Stimmenden angenommen.
Auf der Befürworterseite standen die Bundesratsparteien FDP, CVP und SP, sowie die Grüne Partei der Schweiz und der Wirtschaftsverband economiesuisse. Die Befürworter warben mit dem Argument, dass das Personenfreizügigkeitsabkommen notwendig für die Wirtschaft sei. Sie argumentierten mit der Parole «Bewährte Bilaterale», dass nur eine Annahme der Vorlage die bilateralen Verträge I garantieren würde, da eine Ablehnung aufgrund der sogenannten Guillotine-Klausel eine automatische Auflösung des gesamten Vertragspaketes zur Folge hätte. Der Bundesrat empfahl den Bürgern, der Vorlage zuzustimmen.

## Abstimmungsresultat

Resultate nach Ständen (Kantone):
Ja (19 ½ Stände)
Nein (3 ½ Stände)

|  | Kanton                           | Ja (%) | Nein (%) | Beteiligung |
|  | -------------------------------- | ------ | -------- | ----------- |
|  | Aargau                           | 55,52  | 44,48    | 50,32       |
|  | Appenzell Ausserrhoden           | 57,31  | 42,69    | 53,40       |
|  | Appenzell Innerrhoden            | 46,65  | 53,35    | 47,25       |
|  | Basel-Landschaft                 | 63,26  | 36,74    | 50,64       |
|  | Basel-Stadt                      | 66,84  | 33,16    | 56,50       |
|  | Bern                             | 62,88  | 37,12    | 45,79       |
|  | Freiburg                         | 64,50  | 35,50    | 49,47       |
|  | Genf                             | 62,40  | 37,60    | 54,80       |
|  | Glarus                           | 48,99  | 51,01    | 54,10       |
|  | Graubünden                       | 59,35  | 40,65    | 45,69       |
|  | Jura                             | 66,85  | 33,15    | 50,00       |
|  | Luzern                           | 58,09  | 41,91    | 51,15       |
|  | Neuenburg                        | 69,36  | 30,64    | 55,16       |
|  | Nidwalden                        | 50,26  | 49,74    | 58,04       |
|  | Obwalden                         | 52,28  | 47,72    | 54,37       |
|  | Schaffhausen                     | 54,25  | 45,75    | 68,19       |
|  | Schwyz                           | 43,43  | 56,57    | 54,40       |
|  | Solothurn                        | 57,82  | 42,18    | 50,42       |
|  | St. Gallen                       | 55,62  | 44,38    | 51,20       |
|  | Tessin                           | 34,21  | 65,79    | 56,30       |
|  | Thurgau                          | 56,56  | 43,44    | 49,00       |
|  | Uri                              | 51,84  | 48,16    | 43,96       |
|  | Waadt                            | 70,15  | 29,85    | 53,78       |
|  | Wallis                           | 59,61  | 40,39    | 57,27       |
|  | Zug                              | 59,23  | 40,77    | 50,84       |
|  | Zürich                           | 61,86  | 38,14    | 52,02       |
|  |                                  |        |          |             |
|  | Schweizerische Eidgenossenschaft | 59,62  | 40,38    | 52,66       |